# Sylvain Bourbon
Sylvain Bourbon est un joueur français de rugby à XV, né le 28 décembre 1955 à Pau de 1,92 m pour 98 kg, ayant occupé le poste de deuxième ligne à la Section paloise depuis les cadets jusqu'en 1985. 

## Biographie
Sylvain Bourbon débute le rugby en cadets à la Section paloise et reste avec son club de cœur jusqu'en 1985. Excellent sauteur en touche, il a intégré l'équipe de France « A », et les Barbarians français.
Bourbon a été nommé dans le XV de légende de la Section paloise. Il exerçait la profession d'informaticien à l'hôpital de Pau.
Il rejoint ensuite le Stade bagnérais en 1985.
Il termine sa carrière à Sévignacq.